# NGC 3925
إن جي سي 3925 (بالألمانية: NGC 3925) التي يرمز لها بالرمز NGC 3925، هي مجرة، في كوكبة الأسد.

## الاكتشاف
اكتشفت في 19 فبراير 1863، بواسطة Heinrich Louis d'Arrest.

## روابط خارجية
- NGC 3925 على موقع ويكي سكاي: DSS2, SDSS, GALEX, IRAS, Hydrogen α, X-Ray, Astrophoto, Sky Map, Articles and images